# John McDermott (golfer)
John J. McDermott Jr. (Philadelphia, 12 augustus 1891 – Philadelphia, 1 augustus 1971) was een Amerikaans golfer die twee keer het US Open won.
In 1910 behaalde McDermott zijn eerste profzege door het Philadelphia Open Championship te winnen. In 1911 was hij de eerste Amerikaan die het US Open won nadat hij de play-off won van Mike Brady en George Simpson. In 1912 verdedigde hij met succes zijn US Open-titel door het toernooi te winnen. Hij was van 1910 tot 1914 een van de topgolfers in die periode.
In 2012 werd McDermott postuum opgenomen in de Philadelphia Sports Hall of Fame.

## Prestaties

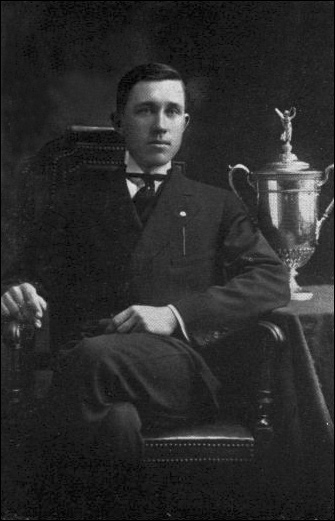
Verdedigend kampioen McDermott met het US Open-trofee in 1913

### Golftoernooien
- 1910: Philadelphia Open Championship
- 1911: US Open, Philadelphia Open Championship
- 1912: US Open
- 1913: Philadelphia Open Championship, Western Open, Shawnee Open

### Major Championships
| Jaar | Toernooi | Score           | Score | Info                                             |
| ---- | -------- | --------------- | ----- | ------------------------------------------------ |
| 1911 | US Open  | 81-72-75-79=307 | +3    | Won de play-off van Mike Brady en George Simpson |
| 1912 | US Open  | 74-75-74-71=294 | –2    | [ 3 ]                                            |